# Barbarin
Barbarin là một đô thị trong tỉnh và cộng đồng tự trị Navarre, Tây Ban Nha. Đô thị này có diện tích là 8,44 ki-lô-mét vuông, dân số năm 2007 là 82 người.
Đô thị này nằm ở độ cao 605 m trên mực nước biển, cách tỉnh lỵ 50 km.

## Biến động dân số
| Biến động dân số                                       | Biến động dân số | Biến động dân số | Biến động dân số | Biến động dân số | Biến động dân số | Biến động dân số | Biến động dân số | Biến động dân số | Biến động dân số | Biến động dân số |
| 1996                                                   | 1998             | 1999             | 2000             | 2001             | 2002             | 2003             | 2004             | 2005             | 2006             | 2007             |
| ------------------------------------------------------ | ---------------- | ---------------- | ---------------- | ---------------- | ---------------- | ---------------- | ---------------- | ---------------- | ---------------- | ---------------- |
| 106                                                    | 106              | 107              | 98               | 96               | 93               | 97               | 94               | 85               | 85               | 82               |
| Nguồn: Barbarin et instituto de estadística de navarra |                  |                  |                  |                  |                  |                  |                  |                  |                  |                  |